# Nozay (Essonne)
Nozay /nɔˈzɛ/ è un comune francese di 4 753 abitanti situato nel dipartimento dell'Essonne nella regione dell'Île-de-France.

## Società

### Evoluzione demografica
Abitanti censiti